# Список керівників держав 1660 року
Список керівників держав 1660 року — це перелік правителів країн світу 1660 року.
Список керівників держав 1659 року — 1660 рік — Список керівників держав 1661 року — Список керівників держав за роками

## Європа
- Король Англії — Карл II (1660—1685)
- Балканський півострів
  - Князь-єпископство Чорногорія — Мардарій I (1637—1662)
- Балтія
  - Герцогство Курляндії і Семигалії — Яків Кеттлер (1642—1682)
  - Шведська Естляндія — до 1674 невідомо
  - Шведська Інгерманландія — Симон Грюндель-Гельмфельт (1659—1664)
  - Шведська Лівонія — до 1661 невідомо
- Італія
  - Венеційська республіка — дож Доменіко II Контаріні (1659—1674)
  - Гуастальське графство — Ферранте III Гонзага (1632—1678)
  - Мантуанське герцогство — герцог Карл II Гонзага-Неверський (1637—1665)
  - Мірандольське герцогство — Алессандро II Піко делла Мірандола (1637—1691)
  - Герцогство Масси і Каррари — Карло I Чібо-Маласпіна (1623—1662)
  - Герцогство Модени і Реджо — Альфонсо IV д'Есте (1658—1662)
  - Монферратське герцогство — Карл II Гонзага-Неверський (1637—1665)
  - Герцогство Парми та П'яченци — Рануччо II Фарнезе (1646—1693)
  - Неаполітанське королівство — Філіп III (1621—1665)
  - Сардинське королівство — Філіп III (1621—1665)
  - Сицилійське королівство — Філіпп IV Великий (1621—1665)
  - Сорське герцогство — Уго Бонкомпаньї (1636—1676)
  - Велике герцогство Тосканське — Фердинандо II Медічі (1621—1670)
  - Трентське князівство-єпископство — Сигізмунд Франц Австрійський (1659—1664)
- Кавказ
  - Абхазьке князівство — Сустар Шарвашидзе (1640—1665)
  - Арагві (еріставство) (არაგვის საერისთავო) — Заал I (1635—1660); Отар I (1660—1666)
  - Кабарда — Муца (1631—1661)
  - Картлі — Вахтанг V (1658—1675)
  - Гурійське князівство — Деметре Гурієлі (1658—1668)
  - Кахетинське царство — перерва до 1664
  - Марагінське ханство — невідомо до 1694
  - Мегрельське князівство — Вамек III Дадіані (1658—1661)
- Німеччина
  - Австрійське ерцгерцогство — Леопольд I Габсбург (1657—1705)
  - Ангальтське князівство — Ангальт-Цербст (князівство) — Йоганн VI (1621—1667); Ангальт-Дессау — Йоганн Казимир (1618—1660); Йоганн Георг II (1660—1693); Ангальт-Кетен — Вільгельм Людвіг I (1650—1665); Ангальт-Бернбург — Виктор I Амадей (1656—1718); Ангальт-Плецкау — Лебрехт і Емануель (1654—1669)
  - Ансбаське князівство — Альбрехт II (1634—1667)
  - Баварське герцогство — Фердинанд Марія (1651—1679)
  - Баден-Баденське маркграфство — Вільгельм (1600—1677)
  - Байройтське князівство — Крістіан Ернст (1655—1712)
  - Берзьке герцогство — Філіпп Вільгельм (1653—1679)
  - Берхтесгаденське пробство — Максиміліан Генріх (1650—1688)
  - Бранденбурзьке маркграфство — курфюрст Фрідріх-Вільгельм (1640—1688)
  - Брауншвейг-Люнебурзьке герцогство — Георг ІІ (1648—1665)
  - Брауншвейг-Вольфенбюттельське герцогство — Август II Брауншвейг-Вольфенбюттельський (1635—1666)
  - Бріксенське князівство-єпископство — Антон Крозіні фон Бонпорто (1648—1663)
  - Вадуцьке графство — Франц Віллем (1646—1662)
  - Вюртемберзьке герцогство — Ебергард III (1628—1674)
  - Вюрцбурзьке князівство-єпископство — Йоганн Філіп фон Шенборн (1642—1673)
  - Гессен-Гомбурзьке ландграфство — Вільгельм Крістоф (1648—1663)
  - Гессен-Дармштадтське ландграфство — Георг II (1626—1661)
  - Гессен-Кассельське ландграфство — Вільгельм VI (1637—1663)
  - Гільдесгаймське князівство-єпископство — Максиміліан Генріх (1650—1688)
  - Гогенцоллерн-Гехінген — Ейтель Фрідріх V Гогенцоллерн-Гехінген (1623—1661)
  - Гогенцоллерн-Зігмарінгенське князівство — Мейнрад I Гогенцоллерн-Зігмарінген (1638—1681)
  - Гогенцоллерн-Хайгерлоське князівство — до 1681 злучене з Гогенцоллерн-Зігмарінген
  - Зальцбурзька архідієцезія — Гуідобальд фон Тун (1654—1666)
  - Пфальц-Цвайбрюккен — Фрідріх (1635—1661)
  - Кельнське курфюрство — Максиміліан Генріх (1650—1688)
  - Клебурзьке пфальцграфство — Адольф Йоганн I (1654—1689)
  - Констанцьке князівство-єпископство — Франц Йоганн фогт фон Альтензумерау-і-Прасберг (1645—1689)
  - Пфальцьке курфюрство (Курпфальц) — Карл I Людвіг (1648—1680)
  - Ліппе-Детмольд — Герман Адольф (1652—1666)
  - Любекське князівство-єпископство — Кристіан Альбрехт (1655—1666)
  - Майнцьке курфюрство — Йоганн Філіп фон Шенборн (1647—1673)
  - Марк (графство) — Фрідріх-Вільгельм (1640—1688)
  - Мекленбург-Гюстров — Густав Адольф Мекленбург-Гюстровський (1636—1695)
  - Мекленбург-Шверінське герцогство — Крістіан Людвіг I Мекленбурзький (1658—1692)
  - Нассау-Зіген — Йоган Мауріц ван Нассау-Зіген (1652—1674)
  - Нассау-Саарбрюккен — Густав Адольф (1659—1677)
  - Ольденбурзьке графство — Антон Гюнтер (1603—1667)
  - Прусське герцогство — Фрідріх-Вільгельм (1640—1688)
  - Пфальц-Зульцбах — Крістіан Август Зульцбаський (1632—1708)
  - Ранцау (графство) — Крістіан цу Ранцау (1650/1653-1663)
  - Рітберзьке графство — Йоганн IV (1640—1660); Фрідріх Вільгельм I (1660—1677)
  - Саксен-Альтенбурзьке герцогство — Фрідріх Вільгельм II (1639—1669)
  - Саксен-Готське герцогство — Ернст I (1640—1676)
  - Саксен-Веймар — Вільгельм Саксен-Веймарський (1620—1662)
  - Саксен-Лауенбурзьке герцогство — Юлій Генріх (1656—1665)
  - Тірольське графство — Фердинанд Карл (1646—1662)
  - Фельденцьке графство — Леопольд Людвіг (1634—1694)
  - Шаумбург-Ліппське князівство — Філіп I (1647—1681)
  - Шварцбург-Рудольштадтське князівство — Альбрехт Антон II (1646—1710)
- Піренейський півострів
  - Португальське королівство — король Афонсу VI (1656—1683)
- Польща — Ян II Казимир (1648—1668)
  - Берутувське князівство — Сільвій Вюртембергський (1648—1664)
  - Бжезьке князівство — адміністратор Георг III Бжезький (1639—1664)
  - Олесницьке князівство — Сільвій Вюртембергський (1648—1664)
  - Легницьке князівство — Людвік IV Легницький (1653—1663)
  - Тешинське герцогство — Леопольд I Габсбург (1657—1705)
- Московське царство — Олексій Михайлович (1645—1676)
- Румунія; Молдова
  - Волоське князівство — господар Стефаніца Лупу (1659—1661)
  - Молдавське князівство — Стефаніца Лупу (1659—1661)
  - Трансильванське князівство — Дєрдь II Ракоці (1648—1660); Акош Барчаї (1660)
- Скандинавія
  - король Данії — Фредерік III (1648—1670)
  - Король Норвегії — Фредерік III (1648—1670)
  - Швеція — Карл X Густав (1654—1660); Карл XI (1660—1697)
    - Генерал-губернатор Фінляндії — до 1664 невідомо
- Угорське князівство — король Леопольд I Габсбург (1657—1705)
- Україна —
  - Кримське ханство — Мехмед IV Ґерай (1654—1666)
    - Джамбуйлуцька орда — Карач-бей (1653—1663)

  - Гетьман України —
    - Правобережна Україна — Юрій Хмельницький (1660—1663)
    - Лівобережна Україна — Яким Сомко (1660—1663)
- Французьке королівство — Людовик XIV (1643—1715)
  - Барське герцогство — Карл IV (1659—1670)
  - Люксембурзьке герцогство — Філіпп IV Великий (1621—1665)
  - Льєзьке єпископство — Максиміліан Генріх (1650—1688)
  - Монбельярське графство — Леопольд Фрідріх (1631—1662)
  - Монако — князь Оноре II (1619—1662)
  - Оранське князівство — Вільгельм III Оранський (1650—1702)
  - Савойське герцогство — Карл Еммануїл II (1638—1675)
- Богемське королівство (Чехія) — Леопольд I Габсбург (1657—1705)
- Шотландія
  - Король Шотландії — Карл II (1660—1685)
- Святий Престол; Папська держава — Папа Римський — Олександр VII (1655—1667)
- Вселенський патріарх — Парфеній IV (1657—1662)

## Азія
- Близький Схід
  - Заїдська держава Ємену — Ісмаїл аль-Мутаваккіль (1644—1676)
  - Османська імперія — Мехмед IV (1648—1687)
  - Шаріфат Мекки — Зайд ібн Мухсін (1632—1666)
    - Бабан (князівство) — Факі Ахмад (1649—1670)
- Персія; Середня Азія
  - Сефевідський Іран — Аббас II (1642—1666)
    - Карабаське беклярбекство — Муртазакулі-хан (1642—1664)
- Індія і Шрі-Ланка
  - Аділ-шахи — Алі Аділ-шах II (1657—1672)
  - Ахом — Сутамла (1648—1663)
  - Гархвал (держава) — Медіні Шах (1614—1660); Фатех-шах (1660—1708)
  - Горкха (королівство) — Крішна-шах (1646—1661)
  - Султанат Голконда — Абдулла Кутб-шах (1626—1672)
  - Джайпур (князівство) — Джай Сінґх I (1621—1667)
  - Джайсалмер (князівство) — Сабал Сінгх (1651—1661)
  - Джодхпур (князівство) — Джасвант Сінґх (1638—1678)
  - Імперія Великих Моголів — Аурангзеб (1658—1707)
    - Бенгальська суба — Шах Шуджа (1639—1660); Мір Джумла II (1660—1663)
    - Берарська суба — Шаіста-хан (1660—1663)

  - Канді (королівство) — Раджасінха II (1635—1687)
  - Майсур (князівство) — Додда Кемпадевараджа (1659—1673)
  - Мевар (князівство) — Радж Сінґх (1652—1680)
  - Мустанг (королівство) — Самдуп Рабдан (? — ? до 1660); Самдуп Палбар (1660 — ?)
  - Сіккім (князівство) — Пхунцоґ Намґ'ял (1642—1670)
  - Губернатор Португальської Індії — Мануель Маскареньяс Омем (1656—1661)
- Індонезія; Південно-Східна Азія
  - Султанат Ачех — Тадж уль-Алам (1641—1675)
  - Аюттхая (королівство) — Нарай (1656—1688)
  - Банджармасін (султанат) — Саїдуллах (1647—1660); Рі'аятуллах (1660—1663)
  - Султанат Бантен — Абдулфатах Агунг (1651—1683)
  - Брунейська імперія — Абдул Джаліл Джаббар (1659—1660); Мухаммед Алі (1660)
  - Султанат Гова — Гасануддін (1653—1669)
  - Джамбі (султанат) — Султан Агкнг (1630—1679)
  - Султанат Джохор — Абдул Джаліл-шах III (1623—1677)
  - Матарам (султанат) — Амангкурат I (1645—1677)
  - Ланна (держава) — Кемеунг (1659—1672)
  - Лансанг — Сурінья Вонґса (1638—1694)
  - Пагаруюнг — Султан Аліф II (1636—1668)
  - Перак (султанат) — Махмуд Іскандар-шах (1653—1720)
  - Магінданао (султанат) — Мухаммад Діпатуат Кударат (1619—1671)
  - М'яу-У — Санда Тхудгамма (1652—1674)
  - Кедах (султанат) — Ріялуддін Мухаммед-шах (1626—1662)
  - Нгуєн (тюа) — Нгуєн Фук Тон (1648—1687)
  - Пандуранга — По Саут (1659—1692)
  - Самбас (султанат) — Аном Кесумауда (1632—1670)
  - Султанат Сулу — Салахуддін (1658—1663)
  - Таунгу — Піндале (1648—1661)
  - Тернатський султанат — султан Мандар-шах (1651—1675)
  - Тідорський султанат — Сайфуддін (1657—1687)
- Кхмерська імперія — Баром Рачеа V (1658—1672)
- Накхонситхаммарат (держава) — до 1689 імена невідомі
- Китай; Монголія
  - Тибет — десі (регент-володар) — Далай-лама V (1642—1682)
  - Династія Цін — Фулінь (1643—1661)
- Окінава; Королівство Рюкю — Сьо Сіцу (1647—1668)
- Корея
  - Чосон — Хьонджон (1659—1674)
- Середня Азія і Сибір
  - Бадахганське ханство — Ярбек-хан Самарканді (1658—1706)
  - Бухарське ханство — Абдалазіз-хан (1645—1681)
  - Дарвазьке шахство — Шах Таджик (1638—1668)
  - Джунгарське ханство — Сенґе (1653—1671)
  - Казахське ханство — Батир-хан (1652—1680)
  - Калмицьке ханство — Шукур-Дайчин (1644—1661)
  - Хаттаське ханство — Хушал-хан Хаттак (1641—1676)
  - Хівинське ханство — Абулгазі (1643—1663)
  - Хошутське ханство — Даян Очір-хан (1655—1668)
  - Яркендське ханство — Абдаллах-хан (1638—1668)
- Японія — Імператор Ґо-Сай (1655—1663)

## Африка
- Аджаче — Ахо Хуеґбаджа (1645—1685)
- Алжирський еялет — Халіл-ага (1659—1671)
- Аллада (держава) — Токсон (?—1660); Тезіфон (1660—1680)
- Ауса (імамат) — Умардін Адан (1647—1672)
- Багірмі (королівство) — Буркоманда I (1635—1665)
- Бамум (держава) — мфон Нгулур (1629—1682)
- Баол (держава) — Тіє Н'Делла (1620—1665)
- Борну — Алі II (1639/1645—1680/1684)
- Буганда — Катерегга (1644—1674)
- Ваало — Тані Фара Ндяк (1655—1665)
- Варсангалі (султанат) — гараад Мохамуд IV (1655—1675)
- Марокканський султанат — Мухаммед ібн Шаріф (1641—1664)
- Вадай (султанат) — Абд-аль-Карим (1635—1681)
- Віда (держава) — ? до 1671
- Волоф (держава) — Бірайма Мба (1649—1670)
- Дарфурський султанат — Муса ібн Сулайман (1637—1682)
- Імператор Ефіопії — Фасілідес (1632—1667)
- Єгипетський еялет — Шехсуварзаде Газі Мехмед-паша (1657—1660); Гюрджу Мустафа-паша (1660—1661)
- Королівство Імерина — Андріанцімітовіамінандріандегібе (1650—1670)
- Каарта — Масса (1650—1690)
- Кайор — Дьор Фол (1647—1664)
- Калабарі (держава) — Камало (1655—1680)
- Касандже — Нгонго а Мбанде (1650—1680)
- Койя (королівство) — Борея II (1630—1664)
- Королівство Конго — Гарсія II (1641—1660); Антоніу I (1660—1665)
- Куба (держава) — Мбо Мбуш (1650—1670)
- Луба (імперія) — Касонго Кабундулу (1640—1665)
- Матамба — Нзінґа Мбанді (1631—1663)
- Мономотапа — мвене-мутапа Сіті Казурукамусапа (1652—1663)
- Ндонго — Нзінґа Мбанді (1657—1663)
- Нрі — Езе Нрі Агу (між 1582 і 1677)
- Салум — Амакоду Ндіає (1654—1689)
- Сеннар (султанат) — Баді II (1644—1681)
- Трарза (емірат) — Адді I (1660—1703)
- Імперія Фута Торо — Гелааджо Табара II (1640—1669)
- Голландська Капська колонія — Ян ван Рібек (1652—1666)
- Португальська Західна Африка — Жоао Фернандес Вієйра (1658—1661)

## Південна Америка
- Віцекоролівство Перу — Луїс Енрікес де Гусман (1655—1661)
- Генерал-капітанство Чилі — Педро Портер Касанате (1655—1662)

## Північна Америка
- Іспанська Флорида — Алонсо де Арангіс-і-Кортес (1659—1663)